# Broken Bay
Koordinaten: 33° 32′ S, 151° 15′ O
Die Broken Bay ist eine Bucht des Pazifischen Ozeans etwa 50 Kilometer nördlich von Sydney an der Küste von New South Wales, Australien. Es ist die erste größere Bucht nördlich von Port Jackson, dem natürlichen Hafen von Sydney. Ein großer Teil der Südküste der Broken Bay befindet sich im Ku-ring-gai-Chase-Nationalpark.

## Geographie

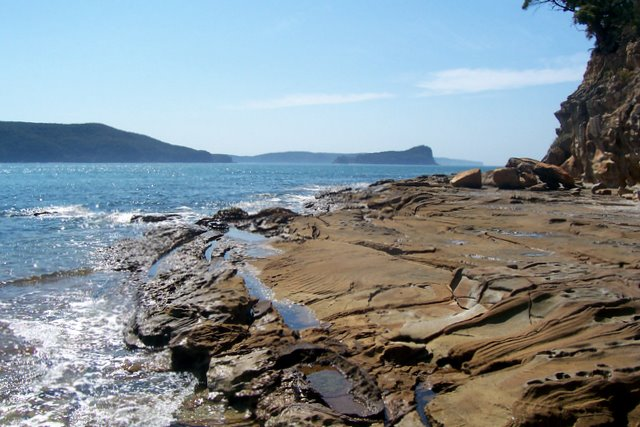
Broken Bay, vom Flint und Steel Beach aus gesehen

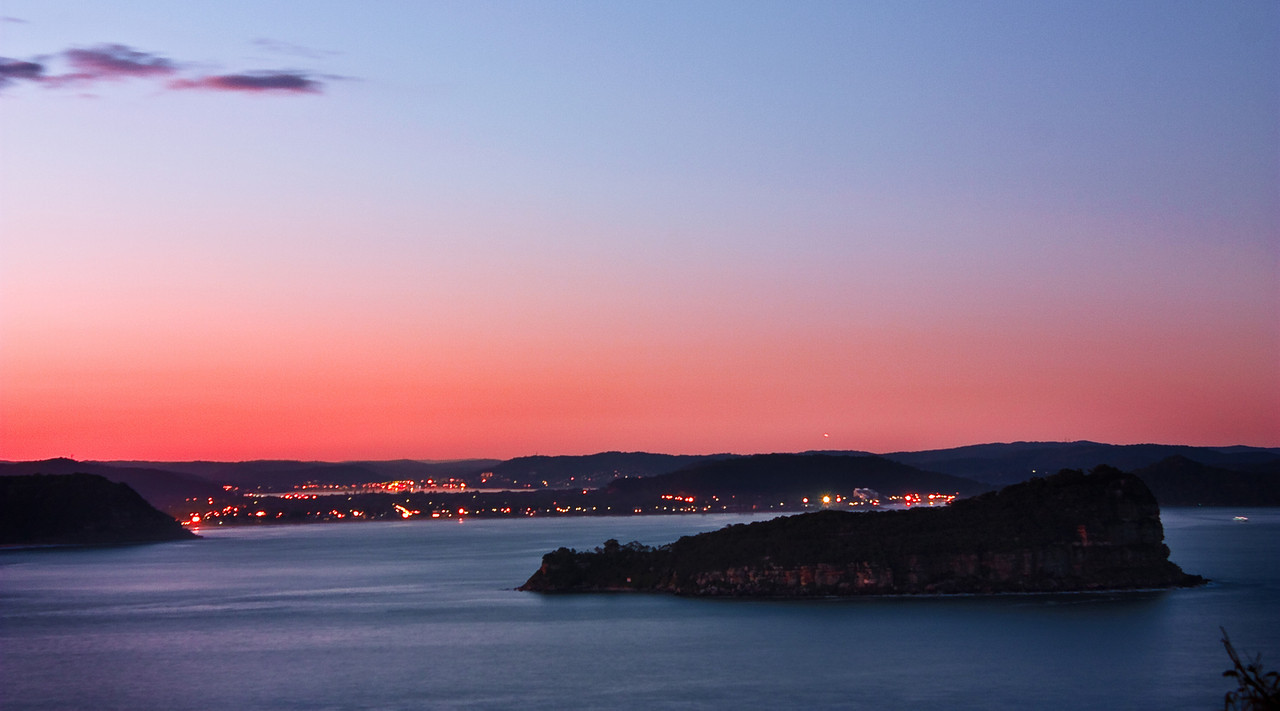
Lion Island mit dem Ort Central Coast im Hintergrund

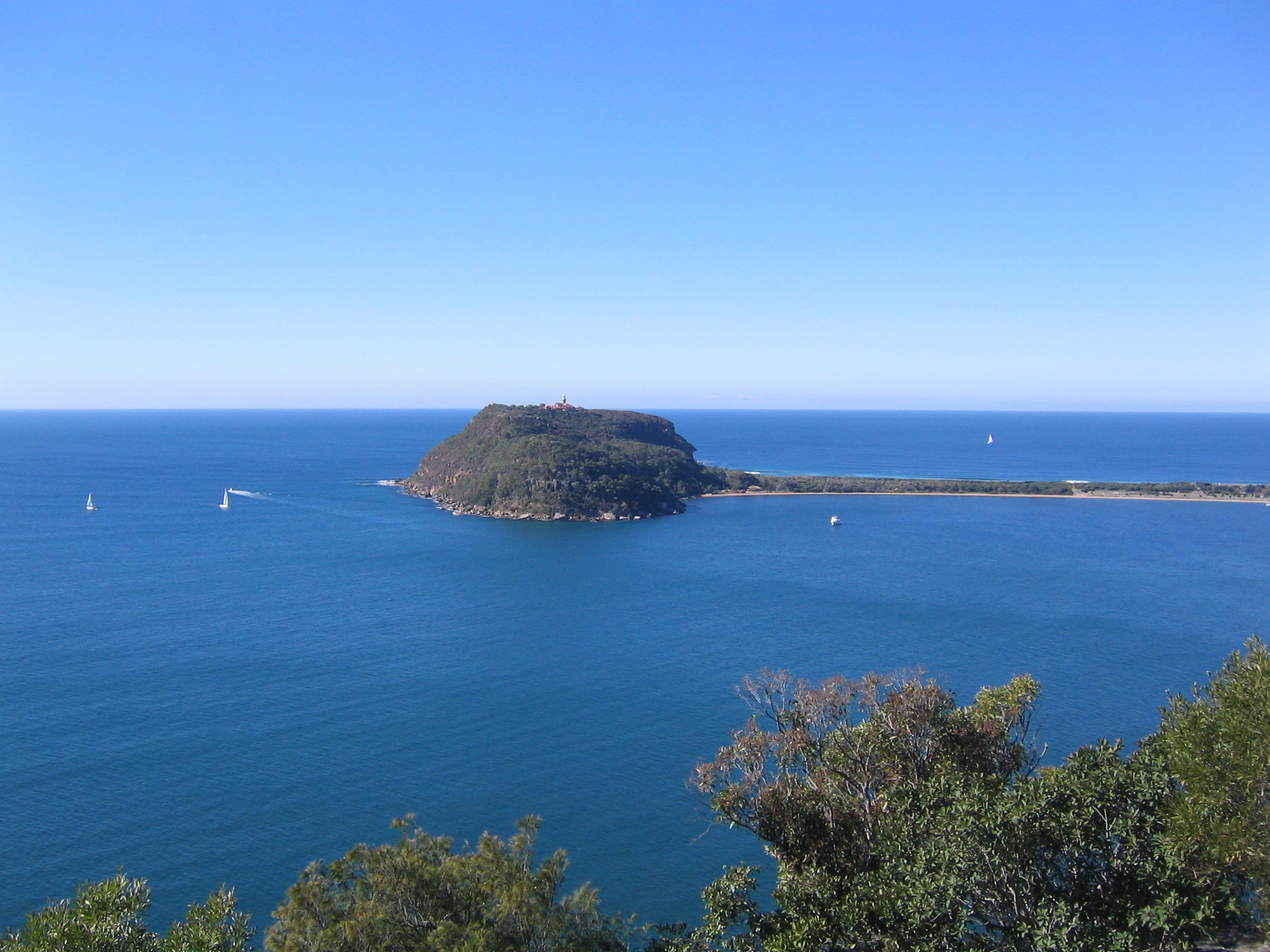
Landzunge von Barrenjoey

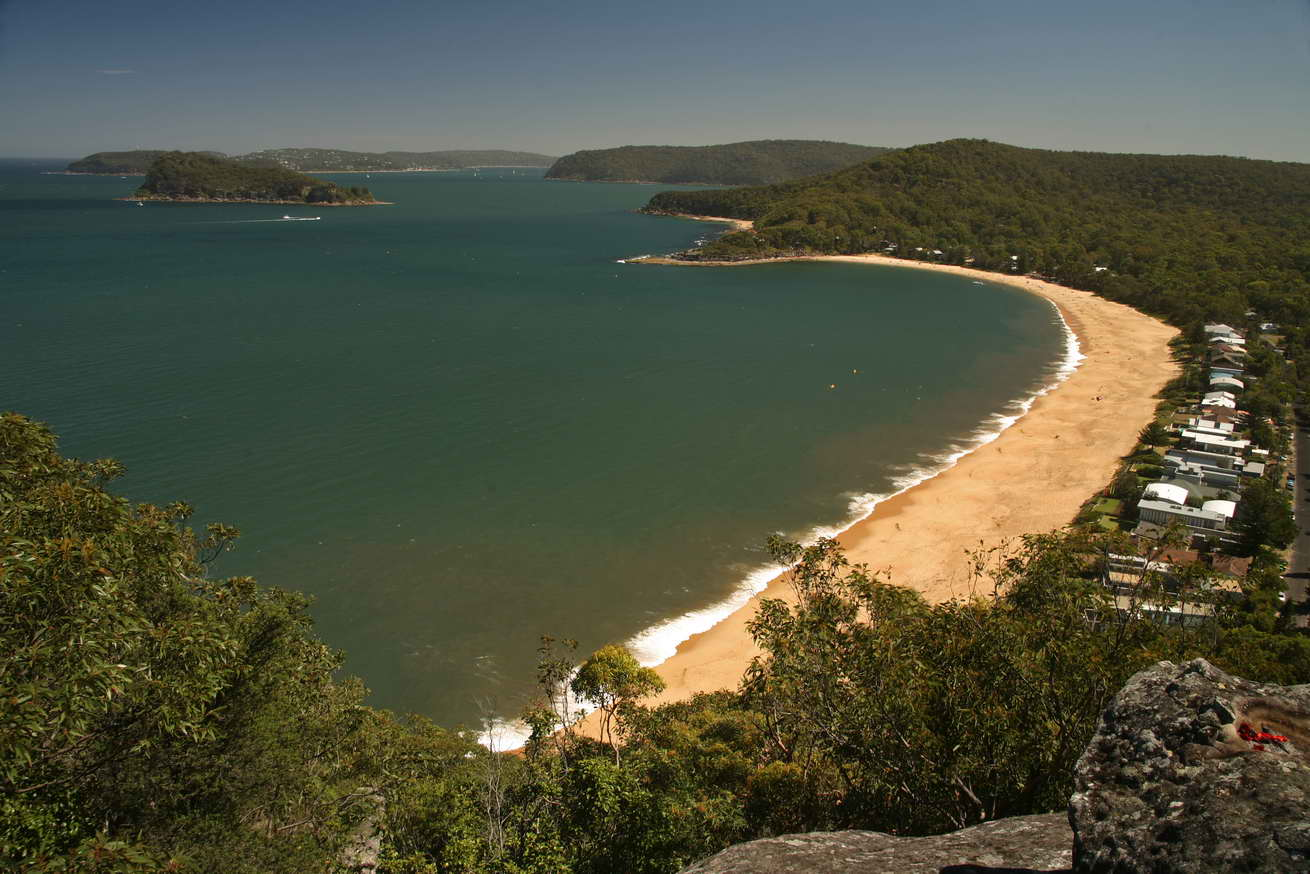
Pearl Beach mit Lion Island in der Mitte und Pittwater im Hintergrund

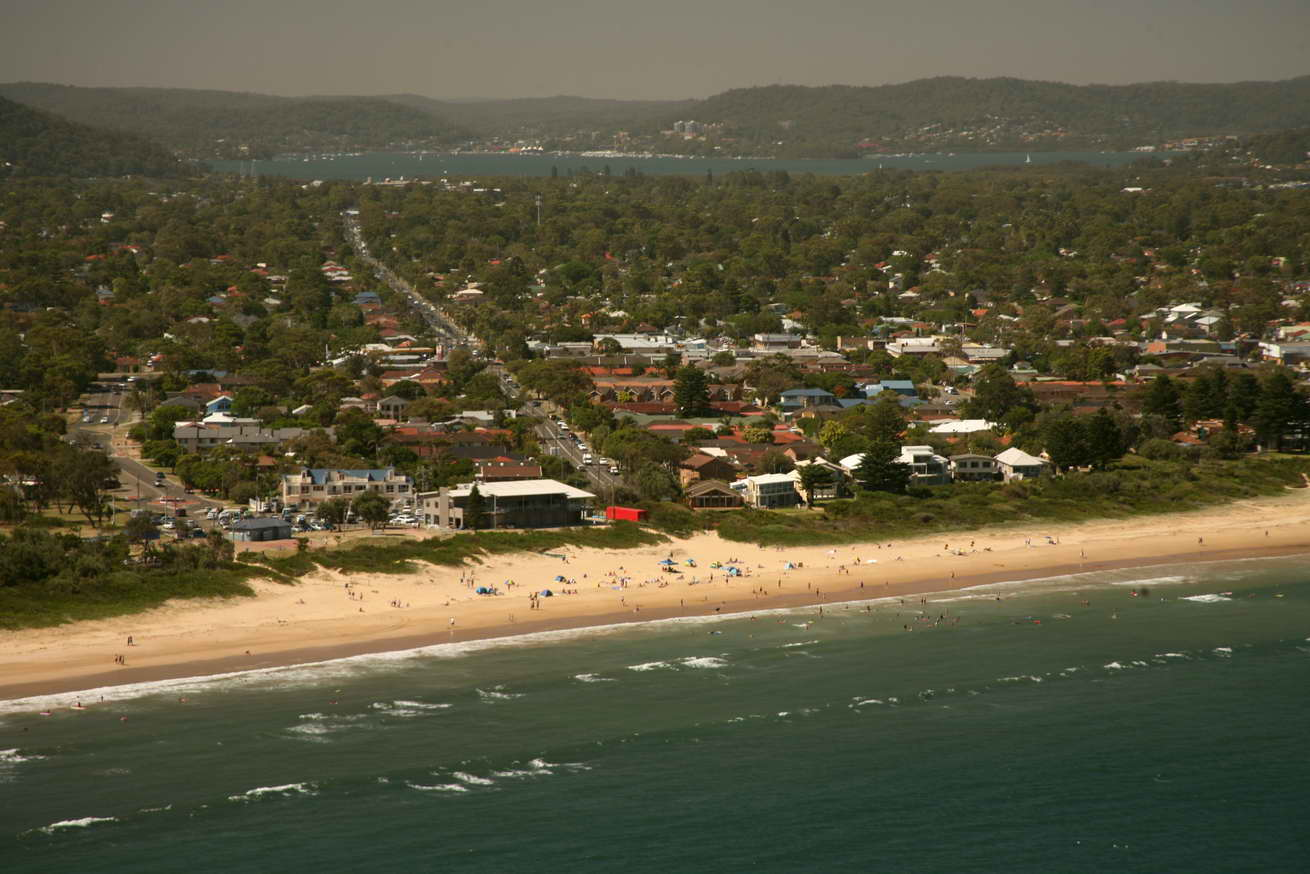
Umina Beach am nördlichen Ende von Broken Bay

Die Öffnung der Broken Bay zum Meer liegt zwischen Box Head im Norden und Barrenjoey Head im Süden. Der Leuchtturm von Barrenjoey wurde im Jahr 1881 erbaut, um die Schiffe von der markanten Landzunge wegzulotsen. Insgesamt besteht die Bucht aus drei Armen, den größten bildet im Westen der Hawkesbury River, im Süden befindet sich Pittwater und schließlich im Norden Brisbane Water. Diese drei Arme sind überflutete Flussläufe, die zu einer Zeit entstanden, als der Meeresspiegel deutlich niedriger lag als heute.
Der Hawkesbury River, nach dem Zusammenfluss von Grose und Nepean River, kommt aus dem Gebiet der Blue Mountains westlich von Sydney.
Pittwater erstreckt sich sechs Kilometer südlich der Broken Bay und stößt damit an die nördlichsten Ausläufer der Metropolregion Sydney. Pittwater ist bekannt für seine ruhigen Gewässer und beliebter Ort zum Segeln. West Head, westlich von Barrenjoey, markiert die Grenze zwischen Pittwater und dem Hawkesbury River.
Brisbane Water ist der nördliche Arm der Broken Bay. An seinem Ufer liegen die Städte Gosford and Woy Woy.
Lion Island, benannt nach seinem Profil, das aus einem bestimmten Winkel der Sphinx von Gizeh ähnelt, liegt zentral in der Öffnung der Bucht zum Pazifik. Das Lion Island Nature Reserve umfasst die gesamte Insel und ist die Heimat einer Kolonie von Zwergpinguinen.

## Entdeckung
James Cook vermerkte in seinen Aufzeichnungen, Broken Land („aufgebrochenes Land“) nördlich von Port Jackson unmittelbar vor Sonnenuntergang am 7. Mai 1770 gesichtet zu haben und nannte es Broken Bay. Dennoch gibt es eine Kontroverse darüber, ob das, was heute als Broken Bay bekannt ist, tatsächlich damals von Cook beschrieben wurde.

“The colonists have called this place Broken Bay, but it is not what was so named by Captain Cook”

„Die Kolonisten nannten diesen Ort Broken Bay, aber es nicht das was von Kapitän Cook so bezeichnet wurde“

Ray Parkin behauptet in seinem Buch H. M. Bark Endeavour, dass  Cook das heutige Broken Bay bei Nacht unbemerkt passiert hatte, und dass er sich tatsächlich auf die Gegend um die Lagune von Narrabeen bezog.
Matthew Flinders lokalisierte Cooks Broken Bay ebenfalls bei 33° 42' Süd in der Nähe der Lagune von Narrabeen.
Wie auch immer, der Gouverneur Arthur Phillip war der erste Europäer, der die heutige Broken Bay am 2. März 1788 mit einem Langboot von der Sirius aus erkundete.

## Rolle während des Angriffs auf den Hafen von Sydney
Am 28. November 2005 behauptete der Dokumentarfilmer Damien Lay, dass das Wrack der M-24, ein japanisches U-Boot, welches an dem Angriff auf Sydneys Hafen im Jahr 1942 beteiligt war und unmittelbar darauf verschwand, etwas östlich von Lion Island im Sand begraben liege. Lay gab an, dass die Kupferkabel, die dort gefunden wurden, mit denen aus vergleichbaren Booten übereinstimmen. Wenige Wochen später erklärte jedoch der Minister für Planung, Frank Sartor, dass die vom New South Wales Heritage Office durchgeführten Sonarscans keine Spur eines gesunkenen U-Boots gefunden hätten.
Tatsächlich wurde die M-24 13 km südlich von Broken Bay, etwa 5 km entfernt von Bungan Head, gefunden, was die Hypothese bestätigte, dass das U-Boot keine Aufmerksamkeit auf das südlich liegende Mutterschiff lenken wollte und sich deshalb Richtung Norden, zur Broken Bay, entfernte.